# Slipknots Through a Looking Glass
Slipknots Through a Looking Glass ist ein Jazzalbum von Eric Revis. Die im Juli 2019 im Tonstudio The Samurai Hotel in Astoria (Queens) entstandenen Aufnahmen erschienen am 11. September 2020 auf Pyroclastic Records.

## Hintergrund
Der Bassist Eric Revis hatte in den vergangenen Jahren verschiedene Gruppen eingesetzt, um seine Musik aufzuführen und einzuspielen. In Triobesetzung mit der Pianistin Kris Davis und dem Schlagzeuger Andrew Cyrille veröffentlichte 2013 City of Asylum (Clean Feed) und 2016 eine weitere Wiederholung des Trioformats mit Crowded Solitudes (Clean Feed), wobei Gerald Cleaver das Schlagzeug übernahm. Sein Quintettprojekt für Slipknots Through a Looking Glass bestand aus den Saxophonisten Bill McHenry (Tenor) und Darius Jones (Alt), Pianistin Kris Davis und dem Schlagzeuger Chad Taylor. Dieser wird auf zwei Titeln durch Justin Faulkner ersetzt.

## Titelliste

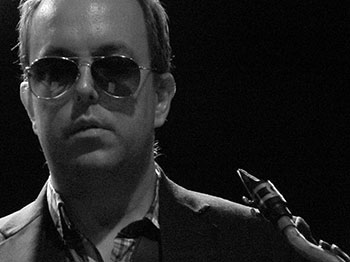
Bill McHenry
Foto Hreinn Gudlaugsson

- Eric Revis: Slipknots Through a Looking Glass (Pyroclastic Records PR 09)[1]
  1. Baby Renfro, 4:59
  2. SpÆ, 4:47
  3. Earl & the Three-Fifths Compromise, 7:14
  4. Slipknots Through a Looking Glass, Part 1, 2:21
  5. Shutter, 4:43
  6. ProByte, 6:19
  7. Slipknots Through a Looking Glass, Part 2, 1:28
  8. House of Leaves, 7:07
  9. When I Become Nothing, 3:30
  10. Vimen, 11:33
  11. Slipknots Through a Looking Glass, Part 3, 3:10

Alle Kompositionen stammen von Eric Revis außer SpÆ von Eric Revis, Kris Davis und Chad Taylor, Shutter von Darius Jones und When I Become Nothing von Bill McHenry.

## Rezeption
Nach Ansicht von John Chacona (All About Jazz) zählt Slipknots Through A Looking Glass zu den besten Jazzalben des Jahres. Dave Sumner schrieb in der Kolumne Daily Bandcamp, es sei selten, dass man einem Album mit einer so reichen, mehrdimensionalen Individualität begegne, die sich so zusammenhängend ausdrücke wie diese neue Veröffentlichung von Eric Revis. Es sei sowohl modern als auch traditionell, als Quelle allen Blues, in das Herz des Jazz eingebunden und dennoch von jeder einfachen Kategorisierung befreit. Und obwohl diese Einflüsse und Ansätze mit exquisiter Präzision reguliert würden, sei dies kein esoterisches Konstrukt, so der Autor. Slipknots Through a Looking Glass sei „komplex, nuanciert und so verdammt sympathisch.“
Dave Sumner zählte das Album zu den besten Neuveröffentlichungen des Jahres 2020 und ergänzte, es sei so, als würde der Bassist die Entwicklung des Jazz als Präambel für seine eigenen zukunftsorientierten Songs darstellen. Dieses Album widme sowohl der Vergangenheit des Jazz als auch der Idee des Jazz als lebendige, sich entwickelnde Musikform das gleiche Gewicht, ohne jemals wie eine Reihe von Museumsstücken herauszukommen.
Die Redaktion von JazzTimes listete das Album auf Rang 12 der besten Neuveröffentlichungen des Jahres.
Nach Ansicht von Troy Dostert, der das Album in All About Jazz rezensierte, gedeihe die Musik im Raum zwischen Struktur und Unbestimmtheit. Die Stücke von Revis seien sorgfältig ausgearbeitet, muten jedoch nicht übermäßig angelegt an, sodass der Raum, den die individuellen Persönlichkeiten der Spieler benötigen, zum Leuchten gebracht werden könne. Davis’ perkussiv angelegtes Klavierspiel auf dem unwiderstehlichen, schräg funkigen Opener Baby Renfro sei ein gutes Beispiel dafür; Hörer, die mit ihrer Arbeit auf Diatom Ribbons von 2019 vertraut sind, werden sie hier sofort erkennen. Revis und seine Bandkollegen hätten viel zu sagen, resümiert der Autor, aber die Botschaft ist nie so einfach, wie es scheint, und bei jeder Begegnung werden zusätzliche Bedeutungen enthülle. Das Erkennen der tieferen Geheimnisse der Platte sei nur eine der vielen Freuden.
Jim Macnie schrieb in JazzTimes, der Sound von Eric Revis’ Bass sei einer der aufregendsten des modernen Jazz. Seine Schläge und Klänge seien voller Gefühle. In Revis’ Händen präsentierten sowohl der Bass als auch die Band einen orchestralen Charakter. Jedes Mitglied seiner Gruppe schwelge darin, mutmaßliche stilistische Abgrenzungen zu überwinden und gleichzeitig das Gemeinsame voranzutreiben. Bill Meyer (Dusted) wiederum richtete den Blick auf die dreiteilige Titelkomposition der Platte. Jede Iteration von Slipknots Through a Looking Glass umfasse einen Dialog zwischen Kontrabässen, der vor dem Hintergrund gedämpfter Saitensounds gespielt wird. Die weiteren Stücke seien sorgfältig geknüpfte Kompositionen.